# Schloss Gram

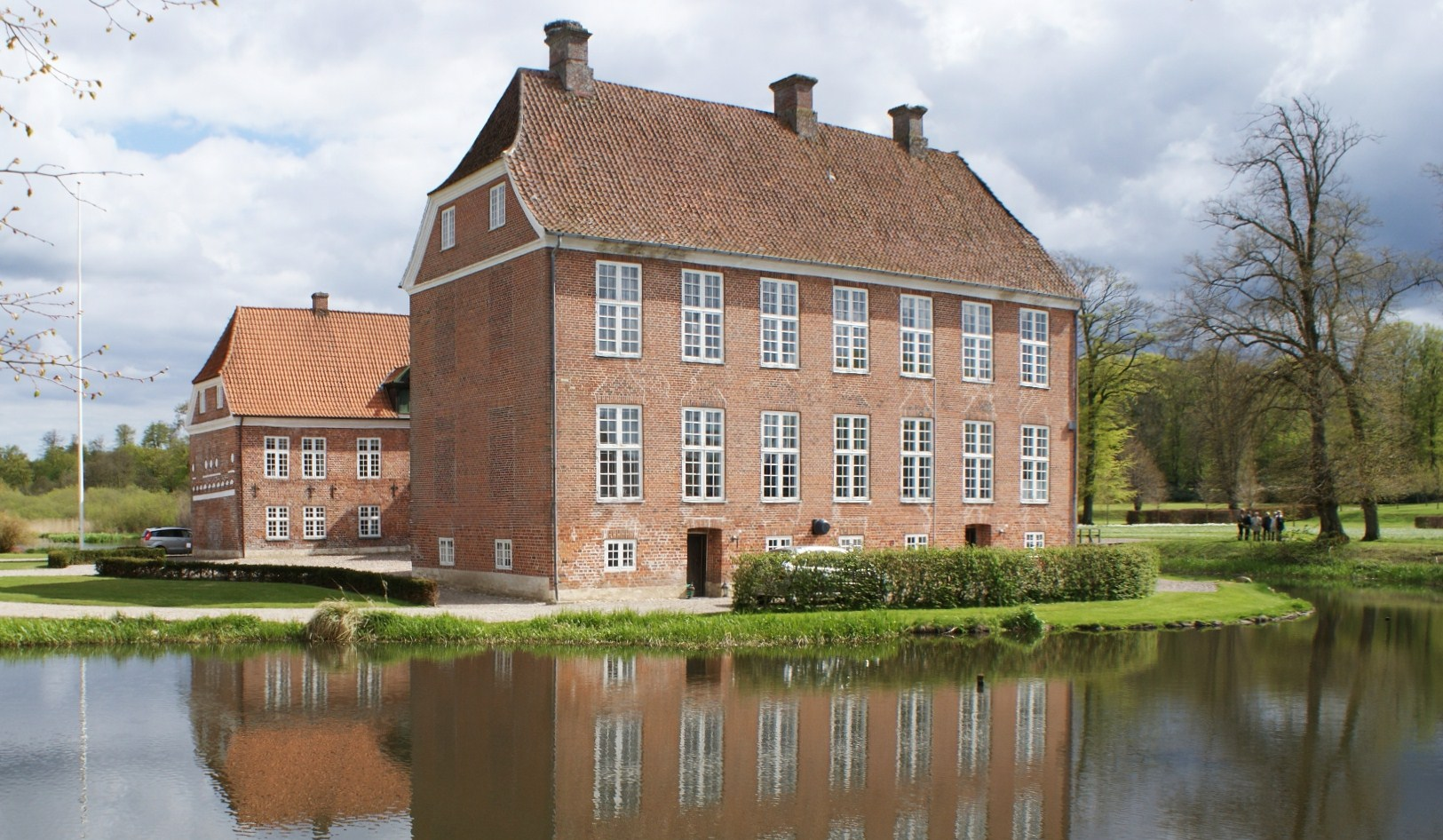
Schloss Gram, der West- und dahinter der Ostflügel

Schloss Gram (dänisch Gram Slot) befindet sich in der süderjütländischen Ortschaft Gram (deutsch Gramm) in der dänischen Region Syddanmark. Es beherbergt heute ein Hotel, ein Veranstaltungszentrum sowie einen ökologischen Landwirtschaftsbetrieb. 2021 beginnt der Aufbau eines Landwirtschaftsmuseums.
Eigentümer von Schloss und Gut Gram ist seit 2007 Svend Brodersen. Der norwegische Discounter Rema 1000 ist an der Aktiengesellschaft 'Gram og Nybøl Godser A/S' beteiligt.

## Geschichtlicher Überblick

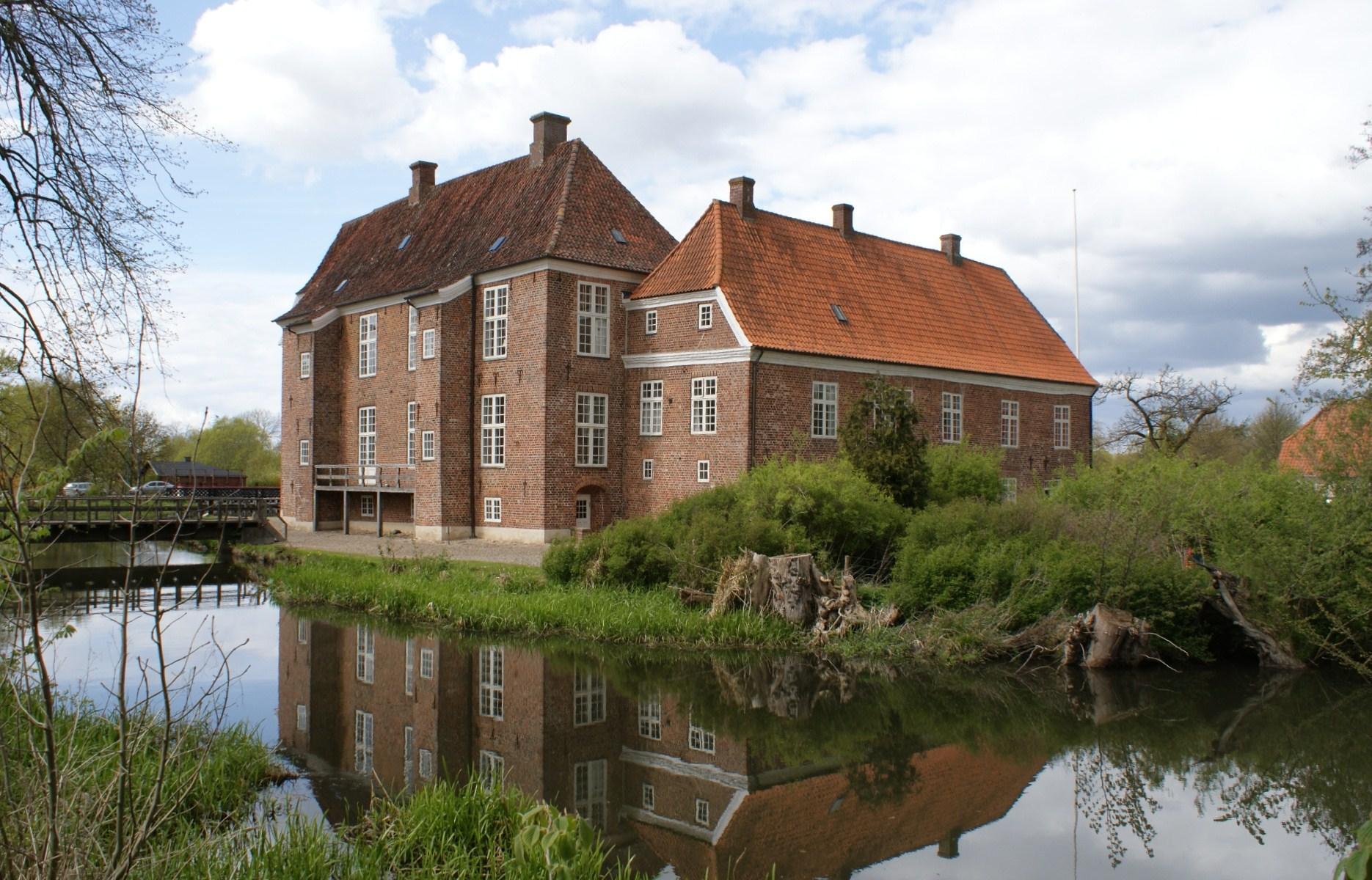
Süd- und Ostflügel

Das Schloss geht auf einen mittelalterlichen kongsgård zurück, einen befestigten Wirtschaftshof in königlichem Besitz. 1232 wird es im Erdbuch von König Waldemar als Kammergut erwähnt. Der mittelalterliche Hof lag etwas 3 Kilometer vom heutigen Schloss entfernt. 1314 war eine Burg im Besitz von Herzog Erich II. von Schleswig, jedoch ist die genaue Lage in Vergessenheit geraten. Es kommen mehrere Wallanlagen in der Umgebung in Betracht.
Claus Limbeks Sohn Henneke übernahm Gram Ende des 14. Jahrhunderts. 1467 erhielt Ditlev Reventlow die Besitzungen. Die Reventlows wählten den heutigen Standort um das Jahr 1500. Teile des Ostflügels stammen aus dieser Zeit. Der Hauptflügel wurde um 1670 von Feldmarschall Hans Schack errichtet. Die Schacks hielten Gram bis 1821. Die Linie Brockenhuus-Schack veräußerte den Adelssitz erst 2007 an Svend Brodersen, der hier eine Bio-Farm einrichtete, an der inzwischen die Supermarktkette Rema 1000 hälftig beteiligt ist.
Das Schloss kann im Rahmen von Führungen besichtigt werden.

## Baulichkeiten

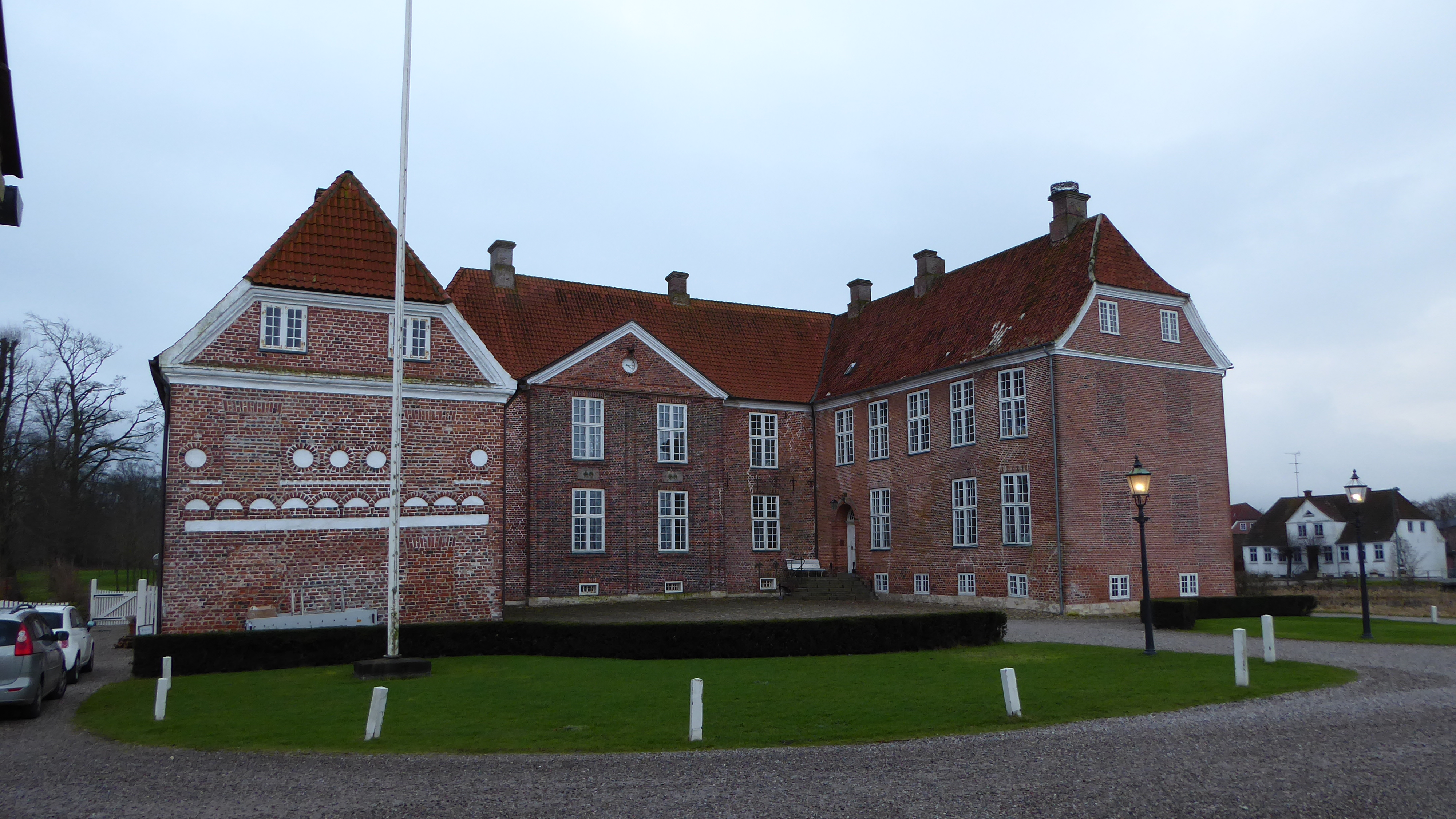
Ehrenhof; der Ostflügel links mit spätgotischen Fassadenelementen.

Das Schloss ist eine aus Backstein errichtete, dreiflügelige Anlage. Der Ostflügel bildet den ältesten Teil des Schlosses, er wurde vermutlich im frühen 16. Jahrhundert unter den Reventlows erbaut. Der Südflügel stammt aus der Zeit Hans Schacks. Der Westflügel wurde um 1752 von seiner Nachfahrin Gräfin Anna Sophie Schack erbaut.
Die Baustile (Nordische Renaissance, Barock, Klassizismus) der unterschiedlichen Bauphasen sind erhalten geblieben.
Das Schloss liegt auf einer Insel im aufgestauten Schlossteich. Nördlich schließt sich der Bereich des Wirtschaftshofes an, südwestlich befindet sich der Schlosspark. Er zählt zu den großzügigsten in Sønderjylland und geht in seiner Grundform auf einen von Gräfin Anna Sophie Schack errichteten Barockgarten zurück. Vom Hauptflügel des Schlosses führt die Hauptachse an zwei Wasserbecken vorbei auf symmetrisch angelegte Blumenrabatten zu.

## Das Gespenst auf Schloss Gram
Die Gräfin Anna Sophia Schack war früh Witwe geworden und lebte nun auf Schloss Gram in Saus und Braus. Sie verschwor dem Teufel ihre Seele. Diese sollte er nach einer bestimmten Zahl von Jahren an dem und dem Abend holen, sobald ihr Wachslicht auf dem Tische niedergebrannt wäre. Dieser Abend kam und die Gräfin ergrifft namenloser Angst. Sie ließ den Prediger rufen und vertraute ihm ihr Geheimnis: da riet er ihr, die Kerze auszulöschen und das noch übrige kleine Stück in der östlichen Mauer der Kirche einmauern zu lassen. Das geschah, und der Böse hatte keine Macht über sie. Bald aber brach Feuer in der Kirche aus.  Die Gräfin ermunterte das Landvolk zum Löschen des Feuers, so dass die östliche Mauer geschützt war. Seit dieser Zeit war die Gräfin ganz verwandelt, Frohsinn und Heiterkeit waren dahin und ein nagender Kummer brachte sie ins Grab. Doch um Mitternacht wird im Schloss eine schöne Frauengestalt in schneeweißem Kleide gesehen, die händeringend mit gesenktem ängstlichen Blick und angehaltenen Schritten von einem Zimmer zum andern wandelt.
Eine junge Gräfin, die in späteren Jahren einmal auf Gramm zum Besuche war und am Klavier saß und spielte, hat das Gespenst so erschreckt, dass sie bald darnach starb. Niemand geht noch ohne Grauen auf das alte Schloß.